# Opius docilis
Opius docilis är en stekelart som beskrevs av Alexander Henry Haliday 1837. Opius docilis ingår i släktet Opius och familjen bracksteklar. Arten är reproducerande i Sverige. Inga underarter finns listade i Catalogue of Life.